# مايك هيل (مونتير)
مايك هيل (بالإنجليزية: Mike Hill)‏ هو مونتير أمريكي، ولد في 1949 في أوماها في الولايات المتحدة.

## وصلات خارجية
- مايك هيل على موقع IMDb (الإنجليزية)
- مايك هيل على موقع ألو سيني (الفرنسية)
- مايك هيل على موقع أول موفي (الإنجليزية)
- مايك هيل على موقع قاعدة بيانات الأفلام السويدية (السويدية)
- مايك هيل على موقع قاعدة بيانات الفيلم (الإنجليزية)
- مايك هيل على موقع كينوبويسك (الروسية)
- مايك هيل على موقع كينوبويسك (الروسية)